# メールレディ
メールレディ（略称メルレ）とは、①ライブチャットサイト内で、チャットレディが男性会員と文字チャットを使って会話する仕事、ビデオチャットをメインにするチャットレディの仕事と区別するために、主にテキストメッセージをメインの活動とするチャットレディのことを指す。②男女の交流がメインのSNSなどに登録する女性のうち、主に金銭やポイント目的で活動する女性のこと。③出会い系サイト内に設けられた専用のメールボックスなどを利用して、男性とコミュニケーションを取るという仕事。
おもにこの3つの仕事のいずれかに従事する女性がメールレディと呼ばれる。

## 仕事について
男性会員とメッセージ機能を使ってコミュニケーションを取る仕事です。
ただ一括りにメールレディといっても仕事内容は多岐にわたり、厳密なメールのみ行うタイプのメールレディの他に、音声通話（テレフォンレディ）や、ビデオチャットチャットレディ、サイト内で動画を配布することで稼ぐメールレディ、出会い系サイトなどで男性とコミュニケーションを取るタイプなど様々ある。
その他、最近ではメールレディ・スマホチャットレディサイト VI-VO（ビーボ）にて、女性がより効率的に稼げるようにライブ配信機能を備えたサイトも登場しており、副業レベル以上の高収入を稼いでいる女性が多く存在している。チャットレディとメールレディの違いは？

## メールレディの収入について
メールレディの収入はメール1通当たりの単価が決まっており、やり取りが増えるほど収入が増えるシステム（歩合制）になっています。単価は登録するサイトによって異なる
報酬が支払われるには、振り込みの最低基準額がサイトごとに決まっており、それをクリア―しないと振り込まれないことになっている。
また、メールレディとして活動する際は個人事業主として活動することが一般的なので、普通のアルバイトとは違い各自で税の申告をする必要がある。

## メールレディの審査
メールレディのサイトで行われる審査は、身分証明書の確認、年齢の確認、本人の確認、性別の確認。年齢が18歳以上でも、高校生は不可のケースが多い。

## メールレディと詐欺
メールレディで過去に行われた代表的な詐欺のケースを紹介する。
被害にあわれたさいは、国民生活センターなどに相談する。
メールレディの詐欺のほとんどはSNSサイトへのメッセージの書き込み、メールアドレスに直接届く広告メール、内職・副業に関するサイトを探してサイトに登録後に届くメールなどにより行われます。
よくある手口と対処法は、女性に対してシステム利用料金や振込手数料を請求する手法。基本的にメールレディは女性側は登録は無料で活動できるため運営側から金銭を請求されたら詐欺を疑った方がいい。
サクラサイト商法
サクラサイト商法の手法は以下の通りです。
- サイトの登録前に、芸能人や芸能人や芸能事務所のマネジャーなどをかたる
- 相談にのってくれたら報酬を払う
- お金を受け取ってほしい（例：遺産を受け取ってほしい、節税のためにお金を渡したい　等）
- サイト登録後サイト運営業者を名乗って届く内容、やりとりの相手からお金やポイントを預かっている
- メールアドレスなどを交換するためには、ランクアップ費用が必要
- 文字化けしたので、文字化け解除料が必要
- 「あなたがわいせつな画像を送信したので、広告スポンサーの信頼を損ねた。サーバーから削除する費用がかかるので損害賠償する」とお金を請求される

というパターンで行われる。
登録料詐欺
登録料を取る詐欺の手法は以下の通りである。
高収入メールレディーというサイトを調べて登録してしまい、男性の方からメールが来て、相談に乗ってくれたら報酬で20万渡すと言われて相談にのりました。そのあと5000円をサイトの運営側に振り込んで会員登録した後でないと口座や、連絡先の交換等をさせれないと言われた。
チャットサイトで、登録料などを取ることはない。

## メールレディでよく報告されるトラブル
twitterのメールレディアカウントの間でよく報告されるトラブルについて紹介します。ほとんどが紹介報酬目的のため、実際の金銭被害ではないため、被害者も泣き寝入りして表沙汰にはなっていませんが、トラブルにあわれているかたは多いです。
メールレディサポート+マニュアルプレゼントトラブル
twitterなどで「私から登録してくれるとメールレディのサポートしますよ」とtweetして、それを読んだユーザーがそのユーザー経由でチャットサイトに登録した以後に、サポートを受けようとユーザーが仕事のことで相談すると満足のいくサポートをせずに、ブロックなどの手段で逃げられたというトラブルがtwitterのメールレディアカウントでよくtweetされています。サイトに登録しただけで実際に金銭を伴わないので泣き寝入りするケースが多いようです。
また紹介登録・アフィリエイトは規約上、お客さんになんらかの対価をもとに登録をさせる+SNSなどでの広告掲載は禁止している会社が多いです。
たとえば、メールレディの広告案件を数多くそろえる株式会社エーディーシー（A-Trade）大阪市淀川区西中島5-14-10　新大阪トヨタビル 4F では『インセンティブでの獲得、第三者と協力しての獲得などや、金品やポイントなどと引き換えに第三者と協力し、広告の申し込みやアプリのインストールをする行為』
『自身で管理や運営を行っていないサービス（アプリ、掲示板、SNSなどを含む）での広告掲載』は禁止事項になっています。
そのため、本当にサポートをしてくれるところがあるのかどうかも疑問です。
また同パターンで、メールレディのサポートマニュアルをプレゼントするといって、その後満足のいくマニュアルをプレゼントしないか、逃げるパターンもあります。
交換登録相互紹介トラブル
twitterなどで『副業の交換登録をしましょう』と募集をかけ、副業の紹介料目的で、相手にまず自分の紹介したいサイトの登録をさせたのち、その後交換登録を望まれたら、無視したり、ブロックしたりするケース。
基本的に1人の人が一つのサイトに登録できるのは、1回だけなので、ずっと続けることはできないことを理解しておくといいかもしれません。
また交換登録は、基本的に違反行為です。『インセンティブでの獲得、第三者と協力しての獲得などや、金品やポイントなどと引き換えに第三者と協力し、広告の申し込みやアプリのインストールをする行為』は発覚すると、規約違反行為になりアカウント停止等の措置がある可能性がありますのでご注意ください。
メールレディの共同運営トラブル
メールレディやチャットレディのアプリを登録してくれたら、こちらで稼働するので、その後稼いだ額の80％をキャッシュバックしてくれ。と誘う形式。
アプリでは複数アカウントの所持は禁止されているので、禁止事項に触れ、アカウントの停止トラブルに巻き込まれる可能性があります。
またアカウントを詐欺などの目的に利用される可能性があるため、注意が必要です。

## 歴史
2004年　このころからメールレディという単語が検索エンジンで検索されるようになる。
2008年　モコム、ガールズチャットがオープン
2009年　ファムがオープン
2010年　グラン・クレアがオープン
2016年　ビーボがリニューアルオープン（旧e-shot）
2020年　エニィがオープン
※メールレディの歴史を詳しく記載した書籍などは特に見当たりませんが、Googleトレンドのメールレディの項目を調べたところ、2004年にはすでに、メールレディというキーワードが検索されていたことがわかります。
2004年当時は、現在メールレディの仕事も扱うチャットレディの代表的なサイトは存在しておりませんので、もともとは、出会い系サイト内に設けられた専用のメールボックスなどを利用して、男性とコミュニケーションを取るという仕事から、はじまり、現在のチャットサイト内でのメールレディやSNSでのメールレディなどに展開していったものと思われます。